# Richard Stoneman
Richard John Stoneman (* 1951 in Devon nahe Exeter; † 1. Juni 2025) war ein britischer klassischer Altertumswissenschaftler und Verlagslektor.
Stoneman studierte Classics (alle dem klassischen Altertum, der Antike, gewidmeten Disziplinen) an der University of Oxford und war danach über 30 Jahre lang als Lektor in diesem Bereich im Verlagswesen tätig, die meiste Zeit für Routledge. Seit 1996 ist er Honorary Fellow am Department of Classics and Ancient History an der University of Exeter. 2006 gab er seinen Beruf im Verlagswesen auf, zog von London nach Devon und wurde Honorary Visiting Professor der Universität Exeter, wo er auch an der Lehre teilnahm.
Stonemans Tätigkeit als Wissenschaftler und Autor richtete sich vor allem auf das Nachleben der griechischen und hellenistischen Antike bis in die heutige Zeit. Zu diesem Zweck schrieb er auch Reiseführer zu den griechischen archäologischen Stätten etwa in der Türkei. Insbesondere galt er als Experte zur Geschichte Alexanders des Großen und des Alexanderromans. Stoneman trat auch auf philologischem Gebiet als Übersetzer und Herausgeber hervor, etwa einer Ausgabe Pindars. Als sein „vielleicht wichtigstes Werk“ gilt The Greek Experience of India. From Alexander to the Indo-Greeks (Princeton University Press, 2019), das sich den Interaktionen des antiken Griechenlands mit dem Alten Indien widmet, von Alexanders Indienfeldzug bis zum daraus hervorgegangenen Indo-Griechischen Königreich.
Er war außerdem consulting editor für Classics des Verlags I.B. Tauris und Vorsitzender von Westminster Classic Tours, einer Firma, die Reisen zu archäologischen Stätten an der türkischen Küste und auf den griechischen Inseln organisiert.

## Schriften
- A Literary Companion to Travel in Greece. Penguin, London 1984. Neuausgabe: The J. Paul Getty Museum, Los Angeles 1994. Es gibt auch eine griechische Ausgabe.
- Land of Lost Gods: The Search for Classical Greece. Hutchinson, London/University of Oklahoma Press, Norman 1987, ISBN 0-8061-2052-5. Taschenbuch: I.B. Tauris, London/New York 2010. Es gibt auch eine griechische Ausgabe.
- Across the Hellespont: Travellers in Turkey from Herodotus to Freya Stark. Hutchinson, London 1987, ISBN 9780091683702. Taschenbuch: I.B. Tauris, London/New York 2010.
- Grecia: Guida Culturale. Giunti, Florenz 1991. Es gibt auch eine französische Ausgabe.
- The Greek Alexander Romance. Penguin, London 1991.
- Greek Mythology: An Encyclopaedia of Myth and Legend. HarperCollins, New York 1991.
- Palmyra and its Empire: Zenobia’s Revolt against Rome. University of Michigan Press, Ann Arbor 1992.
- Traveller’s History of Turkey. Windrush Press, Moreton-in-Marsh 1993. Es gibt auch eine finnische Ausgabe.
- mit Stefano Masi: Turchia: Guida Culturale. Giunti, Florenz 1993.
- Legends of Alexander the Great. Everyman 1994. Neuausgabe: I.B. Tauris, London/New York 2012.
- Alexander the Great. Routledge: Lancaster Pamphlet, London 1997; 2. Auflage 2004. Es gibt auch portugiesische und chinesische Ausgaben.
- A Luminous Land: Artists Discover Greece. J. Paul Getty Museum, Los Angeles 1998, ISBN 0-89236-467-X.
- Alexander the Great: a Life in Legend. Yale University Press, New Haven 2007. Griechische Ausgabe: Topos Publishers 2011.
- The Ancient Oracles: Making the Gods Speak. Yale University Press, New Haven 2011.
- Pindar (= Understanding Classics series). I.B. Tauris, London/New York 2014, ISBN 978-1780761848.
- Xerxes. A Persian life. Yale University Press, New Haven 2015, ISBN 978-0-300-18007-7.
- The Greek Experience of India. From Alexander to the Indo-Greeks. Princeton University Press, Princeton/Oxford 2019, ISBN 978-0-691-15403-9.

Anthologien, Übersetzungen, Editionen
- Daphne into Laurel. Translations of Classical Poetry from Chaucer to the Present. Duckworth, Camden 1982. Taschenbuch: 1991.
- Pindar: The Odes and Selected Fragments (= Everyman’s Library). Neuausgabe von Gerard S. Conways Übersetzung mit neuem Material. J. M. Dent, 1997, ISBN 0460876740.
- Il Romanzo di Alessandro (= Scrittori greci e latini). Edition und Kommentar der drei Versionen des Alexanderromans. Übersetzung ins Italienische von Tristano Gargiulo. Band 1: Mondadori, Mailand 2007, Band 2: ebd. 2012, Band 3 noch nicht erschienen (Stand 2023).
- The Book of Alexander the Great: A Life of the Conqueror. Übersetzung der modernen griechischen Phyllada tou Megalexantrou mit Einführung. I.B. Tauris, London/New York 2012, ISBN 9781848852945.

als Herausgeber
- mit John Robert Morgan: Greek Fiction: The Greek Novel in Context. Routledge, London 1994, ISBN 9780415085076.
- mit Kyle Erickson und Ian Netton: The Alexander Romance in Persia and the East. Barkhuis Publishing & Groningen University Library, Groningen 2012, ISBN 978-94-91431-04-3.
- mit Timothy Howe und Sabine Müller: Ancient historiography on war and empire. Oxbow Books, Oxford/Philadelphia 2017, ISBN 9781785702990.
- Alexander the Great. The Making of a Myth. The British Library, London 2022. ISBN 9780712354769.